# Nesvík
Nesvík (duń. Næsvig, wym. ˈneːsvʊik) – miejscowość na Wyspach Owczych, archipelagu wysp wulkanicznych na Morzu Norweskim, stanowiących terytorium zależne Królestwa Danii. Wieś leży w północno-wschodniej części wyspy Streymoy, administracyjnie wchodząc w skład gminy Sundini. Nazwa miejscowości jest złożeniem dwóch słów z języka farerskiego - przylądek oraz zatoka.

## Położenie
Miejscowość położona jest w północno-wschodniej części wyspy Streymoy, nad najwęższą częścią cieśniny Sundini. Położona jest ona na stokach wzniesienia, które na południowym zachodzie wieńczy szczyt Rossafelli (453 m n.p.m.). Po drugiej stronie cieśniny widoczne są miejscowości na wyspie Eysturoy - Oyrarbakki, Norðskáli oraz Svínáir, do których z Nesvík prowadzi jedyny most. Za nimi znajduje się jedno z pasm górskich ciągnących się na wyspie.

## Transport
Nesvík leży w miejscu, w którym droga numer 54, prowadząca z Tjørnuvík, łączy się z drogą numer 10, stanowiącą główną trasę archipelagu, przebiegającą między dwoma największymi miastami - Tórshavn oraz Klaksvík. Z miejscowości do Oyrarbakki poprowadzono most Brúgvin um Streymin, stanowiący obecnie jedyne połączenie wyspy Eysturoy] ze Streymoy. We wspomnianym Oyrarbakki znajduje się najbliższy przystanek autobusowy państwowego przewoźnika Strandfaraskip Landsins. Przez miejscowość przejeżdżają autobusy linii: 200 (Oyrarbakki - Eiði), 201 (Oyrarbakki - Gjógv), 202 (Oyrarbakki - Tjørnuvík), a także 400 (Tórshavn - Klaksvík).

## Historia
Miejscowość z pewnością powstała po 1900 roku, jako niðursetubygd. Ten typ miejscowości zakładano na Wyspach Owczych w XIX i na początku XX wieku, w czasach szybkiego przyrostu ludności. Jej stała populacja od 1985 roku nie przekracza trzech osób, przybywa tam jednak wielu przyjezdnych. W 1973 roku z Nesvík poprowadzono most do Oyrarbakki, znajdującego się na wyspie Eysturoy. Mierzy on 220 metrów długości i nazwano go Brúgvin um Streymin. Jest to obecnie jedyna przeprawa ze Streymoy na Eysturoy. W 1993 roku powstało w Nesvík centrum konferencyjne Leguhúsið í Nesvík. Zaczęto wówczas organizować również obozy religijne we wspomnianym centrum konferencyjnym. Do 2005 roku wieś leżała w Hvalvíkar kommuna, jednak po likwidacji części najmniejszych gmin włączono ją do Sunda kommuna. Od 1 stycznia 2014 roku na stałe zamieszkuje tam tylko jedna osoba.

## Demografia
Według danych Urzędu Statystycznego (I 2016 r.) jest 114. co do wielkości miejscowością Wysp Owczych.